# Kladivo Boží
Kladivo Boží (anglicky The Hammer of God) je vědeckofantastický román britského spisovatele Arthura C. Clarka z roku 1993.
Předlohou románu byla stejnojmenná povídka Kladivo boží, která vyšla poprvé ve vydání "Beyond the Year 2000" amerického magazínu Time v říjnu 1992.
Režisér a filmový producent Steven Spielberg získal práva k příběhu pro filmové zpracování, ale výsledný film Drtivý dopad (angl. Deep Impact, 1998) nemá na knihu návaznost a Arthur C. Clarke není ani zmíněn v závěrečných titulcích filmu. Film režírovala Mimi Leder.
Česky vydalo knihu nakladatelství Baronet v roce 1996.

## Námět
Román popisuje události kolem blížícího se nebezpečí – asteroidu křížícího dráhu Země. V první půli knihy se čtenář dozvídá o obdobných katastrofách, které postihly planetu v minulosti, o přípravách k odvrácení aktuální hrozby a o formování se různých náboženských sekt. Druhá část popisuje již samotnou operaci ve vesmíru.

## Děj
Zpočátku se kniha věnuje detailům života kapitána kosmického plavidla Goliáš Roberta Singha (včetně jeho maratónu na Měsíci, odchodu ze Země a přesunu na Mars). Když se objeví asteroid Kálí, kapitán Singh je povolán k záchranné misi, na jejímž úspěchu či neúspěchu závisí osud lidstva. Jeho loď nese speciální motory, které se připevní na asteroid a po zážehu jej budou pomalu odtláčet z jeho kolizní dráhy. Mezitím však náboženská sekta zvaná Křeslám (založena veteránkou z války v Perském zálivu), která věří, že lidská osobnost může být převedena do několik TeraBytů počítačových dat k jejich vyslání do sektoru Siria, zorganizuje sabotáž vůči záchranné operaci. Pomocí bomby se jim podaří zničit silné motory instalované ke Kálí. Křeslámští fanatici věří, že Kálí je boží trest pro hříšné lidstvo. Když kapitán Singh použije kosmickou loď Goliáš jako hlavní sílu proti Kálí, světová vláda spěchá na reaktivaci zakonzervovaných jaderných bomb v naději, že se s jejich pomocí podaří asteroid rozlomit.